# Nhà xuất bản Nhân dân Cam Túc
Nhà xuất bản Nhân dân Cam Túc  (tiếng Trung: 甘肃人民出版社; bính âm: Gānsù rénmín chūbǎn shè) là nhà xuất bản của Trung Quốc tọa lạc tại số 520, đường Nam Tân Hà Đông thành phố Lan Châu tỉnh Cam Túc, mã ISBN 7-226. Nhà xuất bản này quản lý sáu nhà xuất bản chuyên nghiệp trực thuộc, bao gồm Nhà xuất bản Thiếu niên Nhi đồng Cam Túc, Nhà xuất bản Giáo dục Cam Túc, Nhà xuất bản Khoa học Kỹ thuật Cam Túc, Nhà xuất bản Mỹ thuật Nhân dân Cam Túc và Nhà xuất bản Văn nghệ Đôn Hoàng, những ấn phẩm chính gồm Độc giả (读者), Phi điệp thám tác (飞碟探索), Cam Túc họa báo (甘肃画报), Cố sự tác văn nguyệt san (故事作文月刊), Ma ma họa san (妈妈画刊) và sáu tạp chí định kỳ khác.
Nhà xuất bản Nhân dân Cam Túc chính thức thành lập vào ngày 5 tháng 3 năm 1951 và trực thuộc Ban Tuyên giáo Tỉnh ủy Cam Túc và Sở Văn hóa và Giáo dục Cam Túc. Sau khi cuộc Cách mạng Văn hóa bắt đầu vào năm 1966, Nhà xuất bản Nhân dân Cam Túc chỉ xuất bản các tác phẩm của Mao Trạch Đông. Trong thời kỳ Cách mạng Văn hóa, Nhà xuất bản Nhân dân Cam Túc đã bị Ủy ban Cách mạng Cam Túc giải thể và tổ chức lại. Tháng 2 năm 1978, Tỉnh ủy Cam Túc đã quyết định khôi phục Nhà xuất bản Nhân dân Cam Túc trở thành một đơn vị sự nghiệp cấp tỉnh; Cục Xuất bản Cam Túc và cơ quan quản lý hành chính của Nhà xuất bản Nhân dân Cam Túc cùng hợp tác dưới dạng hai thương hiệu một tổ chức.
Tháng 1 năm 2006, Nhà xuất bản Nhân dân Cam Túc đã tổ chức lại và lập ra Tập đoàn Xuất bản Độc giả.